# أوتو ويبر
أوتو ويبر (بالألمانية: Otto Weber)‏ (و. 1902 – 1966 م) هو عالم عقيدة، وأستاذ جامعي، كان عضوًا في الحزب النازي، توفي في سان موريتز، عن عمر يناهز 64 عاماً.

## التعليم
تعلم في جامعة بون، وجامعة توبنغن.

## مناصب وهيئات
أدار جامعة غوتينغن.

## روابط خارجية
- أوتو ويبر على موقع مونزينجر (الألمانية)